# ونیمبدی
ونیمبدی (به انگلیسی: Vaniyambadi) یک زیستگاه انسانی در هند است که در Vellore district واقع شده‌است.

## خصوصیات
ونیمبدی ۱۹۵٬۰۶۱ نفر جمعیت دارد و ۳۶۳ متر بالاتر از سطح دریا واقع شده‌است.